# Pluspetice
Pluspetice (lat. pluspetitio) označovala v římském právu neoprávněný nárok žalobce a pravidelně vedla ke ztrátě soudní žaloby. Uplatňovala se v přísném formulovém procesu a nastávala tehdy, když žalobce požadoval něco jiného či více, než na co měl podle práva nárok.
Podle toho, v čem byl žaloba neoprávněná, se rozlišovaly celkem čtyři druhy pluspetice:
- pluris petitio tempore – žalobce požadoval přisouzení ještě nesplatné pohledávky
- pluris petitio loco – žalobce žaloval jinde, než měl nárok
- pluris petitio causa – žalobce neodůvodněně měnil práva a povinnosti stran
- pluris petitio re – žalobce žaloval více, než měl nárok